# 1984年欧洲冠军杯决赛
1984年欧洲冠军杯决赛是1984年5月30日在罗马奥林匹克体育场举行的一场足球比赛，以决出1983–84年欧洲冠军杯的冠军。对阵双方为来自英格兰的利物浦和来自意大利的罗马。其中利物浦已是第四次进入欧洲冠军杯决赛，并曾在1977年、1978年和1981年顺利夺冠。罗马则是首次参加欧洲冠军杯决赛。
每支球队均需要通过四个阶段的角逐以晋级决赛。每一阶段均为两回合淘汰赛制，在对阵双方的主场各进行一场比赛。利物浦的晋级之路较为平坦，尽管他们在第二圈仅以1球优势淘汰毕尔巴鄂竞技，但他们在四分之一决赛面对本菲卡时又能以总比分5比1获胜。罗马的比赛则更为轻松，他们在半决赛前的总比分都能净胜对手2球。直至半决赛他们又以3比2击败邓迪联，虽然其后有报道指他们试图在半决赛次回合比赛中贿赂裁判。
决赛在罗马的主场举行，因而他们具有东道主优势，尽管利物浦在以往的成绩更佳。在现场69,693名观众的注视下，利物浦由菲尔·尼尔率先打破僵局取得领先，但罗马在半场结束前由罗伯托·普鲁佐将比分扳平。1比1的比分此后在常规时间和加时赛内都没有被改写，比赛被迫拖入点球大战。最终利物浦在点球大战中以4比2获胜，夺得了他们的第四座欧冠奖杯。

## 晋级过程

### 利物浦
利物浦是通过赢得1983年至1984年英格兰足球联赛，而以英格兰冠军的身份参加本届欧洲冠军杯。他们在第一圈的对手是丹麦冠军欧登塞。首回合在丹麦的欧登塞体育场进行，利物浦以1比0取胜。在第二回合，他们又于自己的主场，安菲尔德球场以5比0获胜，确保能以6比0的总比分晋级。
在第二圈中，利物浦抽到的对手是西班牙球队毕尔巴鄂竞技。在英格兰进行的首回合比赛以0比0完场，但利物浦却于次回合在圣马梅斯体育场凭借的入球以1比0礼貌性的战胜对手，从而以1比0的总比分晋级。他们将在四分之一决赛面对来自葡萄牙的本菲卡。凭借拉什的再入1球，确保了利物浦在首回合主场能以1比0获胜。而次回合在里斯本的卢斯球场，他们再取得4比1的大胜。因此，利物浦得以5比1的总比分晋级半决赛。
利物浦在半决赛的对手是罗马尼亚冠军布加勒斯特迪纳摩，在火药味十足的首回合比赛中，利物浦队长击伤了迪纳摩中场里克·莫维勒的下颚，并能够以1比0获胜。在迪纳摩体育场进行的次回合比赛中，利物浦凭借拉什的梅开二度再以2比1获胜，从而以3比1的总比分，历史上第四度进军欧冠决赛。

### 罗马
罗马是通过赢得1982年至1983年意大利足球甲级联赛，而以意大利冠军的身份参加本届欧洲冠军杯。瑞典冠军哥德堡成为了他们在第一圈的对手。首回合罗马在自己的主场罗马奥林匹克体育场，凭借弗朗西斯科·文森齐、布鲁诺·孔蒂和托尼尼奥·塞雷佐于下半场的3个入球而以3比0获胜。尽管他们在次回合于瑞典以1比2告负，但仍以4比2的总比分晋身第二圈。
他们在第二圈的对手是保加利亚冠军索菲亚中央陆军。罗马在保加利亚以1比0赢得了首回合的争夺，并在意大利的次回合再以相同比分获胜，从而以2比0淘汰对手。至四分之一决赛，罗马面对的是东德冠军柏林迪纳摩。首回合他们以3比0获胜，入球的是弗朗切斯科·格拉齐亚尼、罗伯托·普鲁佐和塞雷佐。而在柏林的霍亨舍恩豪森体育场进行的次回合比赛中，他们却以1比2告负，但4比2的总比分仍能确保罗马顺利晋级半决赛。
来自苏格兰的邓迪联是罗马在半决赛的对手。首回合在邓迪联的主场坦納迪斯公園球場进行，主队以2比0取胜。这意味着罗马必须在次回合至少净胜3球才能晋级决赛。而罗马也确实连入3球以3比0拿下次回合比赛，并凭借3比2的总比分首次进军欧冠决赛。事后在1986年，罗马主席迪诺·维奥拉遭到欧洲足联禁赛，因为罗马被证实在这场次回合的较量前以50,000英镑买通了当值裁判米歇尔·沃特罗特。

### 决赛之路
| 利物浦           | 利物浦 | 利物浦   | 利物浦   | 阶段         | 罗马           | 罗马   | 罗马     | 罗马     |
| ---------------- | ------ | -------- | -------- | ------------ | -------------- | ------ | -------- | -------- |
| 对手             | 总比分 | 首回合   | 次回合   |              | 对手           | 总比分 | 首回合   | 次回合   |
| 欧登塞           | 6–0    | 1–0 (客) | 5–0 (主) | 第一圈       | 哥德堡         | 4–2    | 3–0 (主) | 1–2 (客) |
| 毕尔巴鄂竞技     | 1–0    | 0–0 (主) | 1–0 (客) | 第二圈       | 索菲亚中央陆军 | 2–0    | 1–0 (客) | 1–0 (主) |
| 本菲卡           | 5–1    | 1–0 (主) | 4–1 (客) | 四分之一决赛 | 柏林迪纳摩     | 4–2    | 3–0 (主) | 1–2 (客) |
| 布加勒斯特迪纳摩 | 3–1    | 1–0 (主) | 2–1 (客) | 半决赛       | 邓迪联         | 3–2    | 0–2 (客) | 3–0 (主) |

## 决赛

### 背景
利物浦是第四次参加欧洲冠军杯决赛，在此前3次的1977年、1978年和1981年的决赛中，他们都顺利登顶。罗马则是首次出现在欧洲冠军杯决赛上，他们此前在欧洲赛场上获得过的唯一一项冠军是1961年的國際城市博覽會杯。
利物浦在1983年至1984年英格兰足球联赛中以首名完赛。他们还在1983年至1984年英格兰联赛杯决赛中依靠重赛以1比0战胜埃弗顿而夺冠。这些成功意味着利物浦在欧冠决赛上拥有赢得前所未有的三冠王的机会。罗马则在1983年至1984年意大利足球甲级联赛仅以次名完赛，并且在该赛季中夺得了意大利杯冠军。他们因此获得了参加下赛季欧洲优胜者杯的资格，但若在欧冠决赛中获胜将使他们可以在来季继续参与欧洲冠军杯的角逐。
决赛被定在意大利的罗马奥林匹克体育场举行，这里是罗马的主场。尽管如此，欧洲足联仍然坚持决赛继续在该场地举办。因此这实际成为了罗马的主场比赛。该体育场同时也被利物浦视为福地，因为他们于1977年的首次夺冠便是在此实现。拥有主场之利的罗马被视为夺冠热门，并被博彩庄家开出13–8的低赔率。

### 进程
双方在比赛的开局阶段都是试探性的。面对着客场作战的不利局面，利物浦主要利用回收防守以阻挡罗马人的攻势。尽管是这种战术，利物浦还是率先在第15分钟取得入球。索内斯及交叉配合后将球传给右路的克雷格·约翰斯顿。约翰斯顿大脚传中至罗马的禁区内，并由罗马门将佛朗哥·坦克雷迪和罗尼·惠兰进行争抢。其结果是，坦克雷迪未能得球，罗马后卫试图解围，但米凯莱·纳皮的出球却弹中坦克雷迪的背部，并落在利物浦后卫菲尔·尼尔的脚下，后者轻松将比分改写为1比0。两分钟后，索内斯的近距离凌空抽射再入1球，但他的射门被判越位在先。
罗马本有机会在第27分钟扳平比分，但利物浦门将布鲁斯·格罗贝拉扑住了孔蒂的低射。利物浦的尼尔在第32分钟因放倒孔蒂而被黄牌警告，前者几分钟后还获得了扩大领先优势的机会。利物浦前锋拉什突破达里奥·博内蒂的防守并跑到球前，但他的射门被坦克雷迪扑出。直至上半场的补时阶段，罗马才将比分扳平。塞巴斯蒂亚诺·内拉将球分给已下底至左路的孔蒂。后者斜传往禁区内的首次尝试被尼尔和马克·劳伦森的组合所阻截，但球仍然反弹回他脚下。孔蒂的第二次尝试给到了禁区内的普鲁佐，后者用头将球蹭入利物浦的大门，比分被改写为1比1平。
受到扳平比分的鼓舞，罗马在下半场初段的表现更为出色。尽管如此，他们却无法再次击穿利物浦防线，尤其是劳伦森的防守非常稳固。罗马开始利用巴西双星法尔考和塞雷佐的组合掌控中场，以对抗利物浦的中场球员索内斯。他们在这一时段所获得的最好机会是法尔考在25码（23米）开外的一记远射被格罗贝拉扑住。罗马在他们的控球周期结束后开始失去对比赛的控制，由于担心失球，双方都放弃了他们最初的比赛计划。利物浦更是在第72分钟用后卫史蒂夫·尼科尔换下前锋约翰斯顿以加强防守。下半场最好的机会出现在第85分钟，将球传至埋伏在禁区内的尼科尔，但后者的射门被坦克雷迪扑出。在剩下的时间内，平局的比分未能改写，这意味着比赛将进入加时赛。
双方在加时赛没有太大的改变，唯一看起来想要改变比分的球员是孔蒂，他的奔袭能力频频为利物浦防线制造麻烦。尽管如此，比分在30分钟的加时赛后仍然相同，比赛被迫进入点球大战。利物浦率先主罚点球，但尼科尔的射门却高出横梁。格拉齐亚尼上前准备主罚罗马的首个点球，但罗马队长阿戈斯蒂诺·迪巴托洛梅却把球从他手中接过来代替主罚并射入，使罗马以1比0领先。利物浦的下一个点球由惯常的点球射手尼尔所主罚，他将点球大战的比分扳为1比1平。孔蒂负责主罚罗马的下一个点球，但他与尼科尔一样，他的射门高出横梁。随后索内斯和乌巴尔多·里格蒂均射入了各自的点球，比分被增加为2比2平。拉什在下一轮点球中稳稳射入，将比分改写为3比2,。格拉齐亚尼则再次上前准备主罚罗马的第四个点球。当他把球放在点球点上后，利物浦门将格罗贝拉在门前不断晃动双腿，希望能分散格拉齐亚尼的注意力。这个策略似乎收到了成效，格拉齐亚尼的射门击中横梁。艾伦·肯尼迪是下一个主罚球员，只要他把球射入，利物浦将赢得这场比赛。肯尼迪成功骗过门将的扑救方向将球射入。利物浦最终在点球大战中以4比2获胜，从而赢得他们的第四座欧冠奖杯。

### 细节
| 1984年5月30日 20:15 CET |

| 利物浦                      | 1–1 （加時賽）     | 罗马                                    |
| --------------------------- | ------------------ | --------------------------------------- |
| 尼尔 13'                    | 总览 报告 比赛中心 | 普鲁佐 42'                              |
|                             |                    |                                         |
| 尼科尔 · 菲尔·尼尔 · 肯尼迪 | 4–2                | 迪巴托洛梅 · 孔蒂 · 里格蒂 · 格拉齐亚尼 |

| 罗马 奥林匹克体育场 觀眾人數：69,693人 ：埃里克·弗雷德里克森（瑞典） |

| 利物浦 | 罗马 |

| GK       | 1  | 布鲁斯·格罗贝拉 |     |     |
| RB       | 2  | 菲尔·尼尔       | 32' |     |
| LB       | 3  | 艾伦·肯尼迪     |     |     |
| CB       | 4  | 马克·劳伦森     |     |     |
| LM       | 5  | 罗尼·惠兰       |     |     |
| CB       | 6  | 艾伦·汉森       |     |     |
| SS       | 7  | 蘇格蘭          |     | 94' |
| CM       | 8  | 英格兰          |     |     |
| CF       | 9  | 威尔士          |     |     |
| RM       | 10 | 克雷格·约翰斯顿 |     | 72' |
| CM       | 11 | 蘇格蘭 · 队长   |     |     |
| 替补：   |    |                 |     |     |
| FW       | 12 | 迈克尔·罗宾逊   |     | 94' |
| GK       | 13 | 鲍勃·博尔德     |     |     |
| DF       | 14 | 史蒂夫·尼科尔   |     | 72' |
| FW       | 15 | 大卫·霍奇森     |     |     |
| DF       | 16 | 加里·吉莱斯皮   |     |     |
| 主教练： |    |                 |     |     |
| 英格兰   |    |                 |     |     |

| GK                | 1  | 佛朗哥·坦克雷迪         |     |      |
| RB                | 2  | 米凯莱·纳皮             |     |      |
| CB                | 3  | 塞巴斯蒂亚诺·内拉       |     |      |
| CB                | 4  | 乌巴尔多·里格蒂         |     |      |
| CM                | 5  | 保罗·罗伯托·法尔考      |     |      |
| LB                | 6  | 达里奥·博内蒂           |     |      |
| SS                | 7  | 布鲁诺·孔蒂             | 15' |      |
| CM                | 8  | 托尼尼奥·塞雷佐         |     | 115' |
| CF                | 9  | 罗伯托·普鲁佐           |     | 64'  |
| DM                | 10 | 阿戈斯蒂诺·迪巴托洛梅   |     |      |
| CF                | 11 | 弗朗切斯科·格拉齐亚尼   |     |      |
| 替补：            |    |                         |     |      |
| GK                | 12 | 阿斯图蒂洛·马吉奥戈里奥 |     |      |
| DF                | 13 | 艾米迪奥·欧迪           |     |      |
| MF                | 14 | 马克·图利奥·斯特鲁凯利  |     | 115' |
| FW                | 15 | 奥多亚克雷·基耶里科     |     | 64'  |
| FW                | 16 | 弗朗西斯科·文森齐       |     |      |
| 主教练：          |    |                         |     |      |
| 尼尔斯·利德霍尔姆 |    |                         |     |      |